# (1898) Cowell
(1898) Cowell – planetoida z grupy pasa głównego asteroid okrążająca Słońce w ciągu 5 lat i 185 dni w średniej odległości 3,12 j.a. Została odkryta 26 października 1971 roku w Hamburg-Bergedorf Observatory w Bergedorfie przez Luboša Kohoutka. Nazwa planetoidy pochodzi od Philipa Herberta Cowella (1870-1949), brytyjskiego astronoma. Została zaproponowana przez Briana Marsdena. Przed nadaniem nazwy planetoida nosiła oznaczenie tymczasowe (1898) 1971 UF1.